# MultCloud
MultCloud — веб-приложение для управления несколькими облачными хранилищами данных одновременно, созданное в 2013 году компанией AOMEI Technology. MultCloud разработано для объединения всех облачных сервисов пользователя в одну платформу, с доступом посредством одной учётной записи и для передачи данных между облачными сервисами напрямую.
В дополнении к веб-приложению MultCloud выпустило расширение для браузера Google Chrome в 2016 году.

## Сервисы
MultCloud поддерживает 28 различных облачных сервисов: Dropbox, Dropbox for Business, Google Drive, Box, Amazon S3, Amazon Cloud Drive, SugarSync, Alfresco, hubiC, Evernote, OneDrive, OneDrive for Business, MEGA, CloudMe, Cubby, Egnyte, MyDrive, WEB.DE, Яндекс.Диск, HiDrive, MySQL, Flickr, MediaFire, ownCloud, ADrive, BaiDu, WebDav и FTP/SFTP.
Примечание: количество облачных сервисов добавляемых в MultCloud безгранично.

## Функционал
- Прямые или запланированные файлы передачи между облачными хранилищами[9].
- Синхронизация облачных хранилищ[10]
- Объединение облачных сервисов[11] в одном месте[12]
- Загрузка файлов или URL-адресов на облачные хранилища
- FTP/SFTP, WEB.Dav и управление облачными сервисами
- Сохранение резервной копии базы данных MySQL в облако
- Создание ссылок для скачивания[13]
- Предпросмотр файлов в облачных хранилищах
- Поиск файлов во всех сервисах облачных систем хранения данных в одном интерфейсе[14]
- Авторизация через аккаунт Google или Facebook
- Функции расширения Сhrome MultCloud: передача с или на Google Диск[15] и проверка задач